# 알리 자파르
알리 모함마드 자파르(1980년 5월 18일 ~ , 우르두어: علی محمد ظفر)는 파키스탄의 가수, 배우, 모델이다.